# بيري سميث
بيري سميث (بالإنجليزية: Perry Smith)‏ هو محامي وقاضي وسياسي أمريكي، ولد في 12 مايو 1783 في الولايات المتحدة، وتوفي في 8 يونيو 1852 في نفس البلد. حزبياً، نشط في الحزب الديمقراطي. وقد انتخب عضو مجلس نواب كونيتيكت وانتخب عضو مجلس الشيوخ الأمريكي.